# Çoban salatası

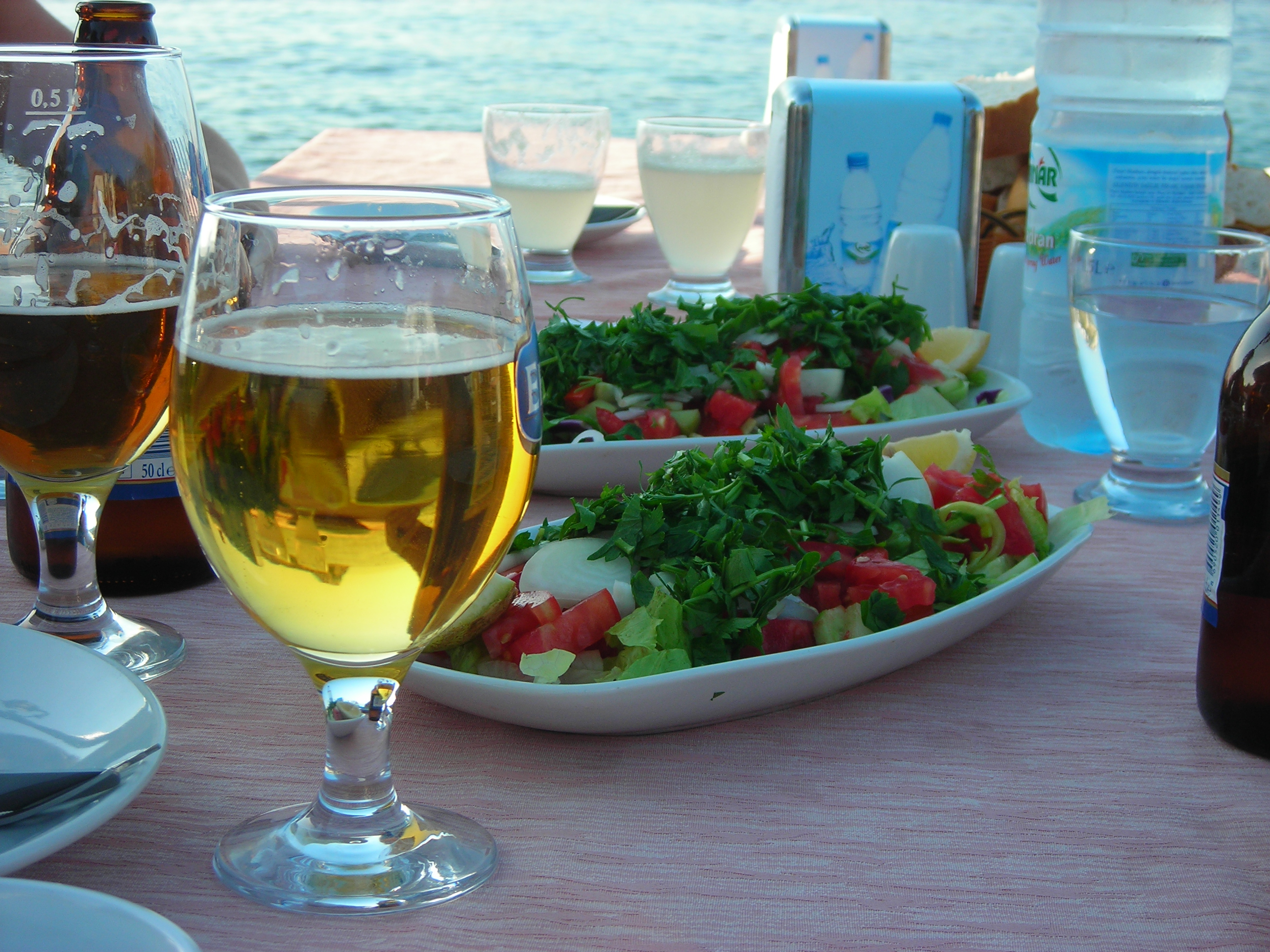
Çoban salatası con cerveza turca Efes.

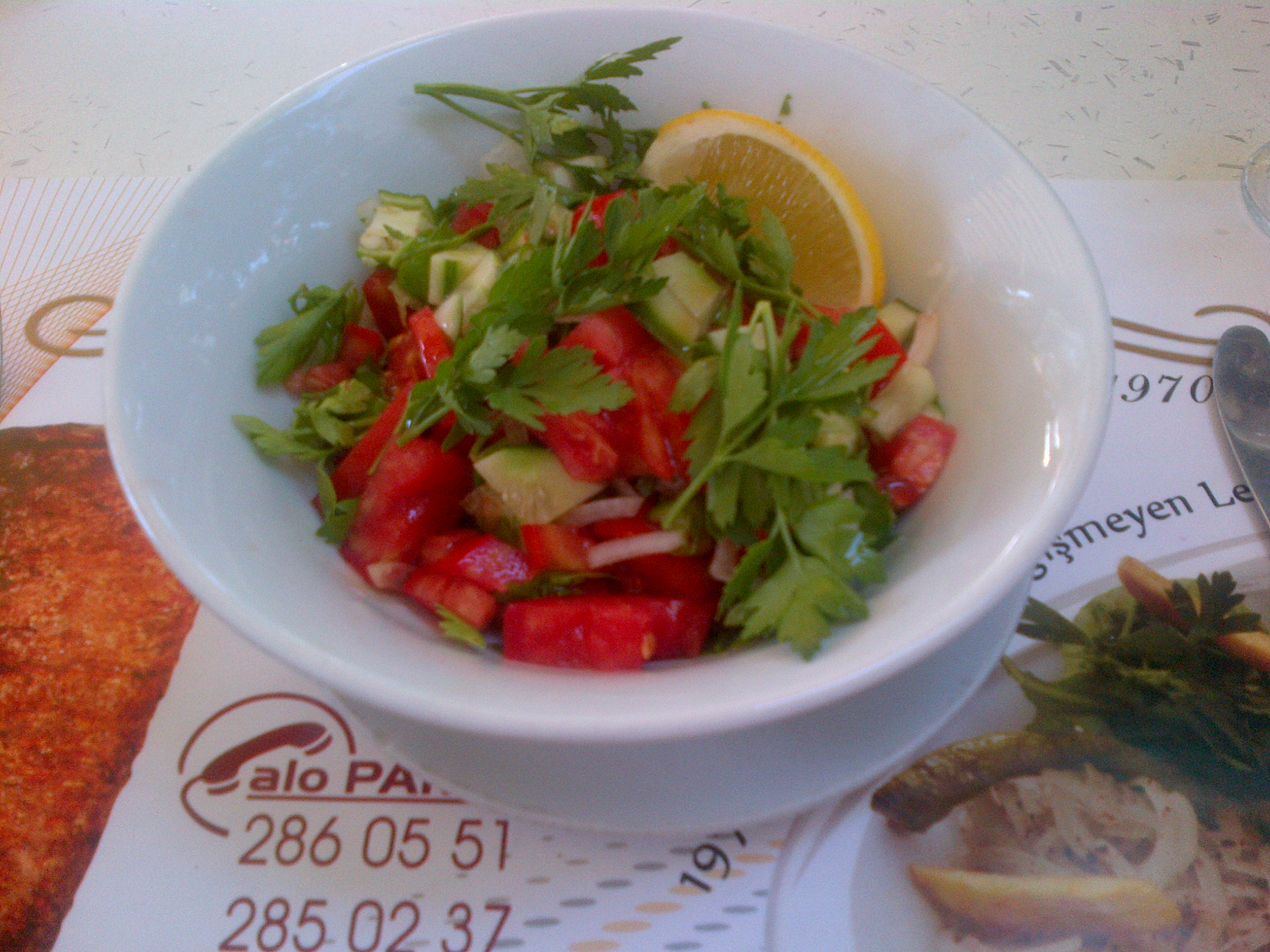
Çoban salata con todos sus ingredientes: Tomates, pepinos, cebolla, pimientos verdes tipo "piparra", perejil, aceite y limón.

La Çoban Salatası (A veces también como ensalada choban) es una ensalada tradicional de la cocina turca. Es una ensalada muy popular de Turquía, Azerbaiyán y en Chipre del Norte. Es considerada por los turcos como una ensalada ligera, ideal para los días calurosos de verano, que es la época en la que se consume con mayor frecuencia. El nombre de esta ensalada en turco significa "ensalada del pastor". 

## Características
La ensalada es una combinación de tomates finamente cortados en rodajas de forma de medialuna o cubos, pepinos, cebollas, pimientos verdes y hojas de perejil. El aliño consiste por regla general en una mezcla (vinagreta) de zumo de limón, aceite de oliva y sal.